# Drepanonema lugubre
Drepanonema lugubre är en rundmaskart som beskrevs av Gerlach 1957. Drepanonema lugubre ingår i släktet Drepanonema och familjen Draconematidae. Inga underarter finns listade i Catalogue of Life.